# Danaphos oculatus
Danaphos oculatus är en fiskart som först beskrevs av Garman, 1899.  Danaphos oculatus ingår i släktet Danaphos och familjen pärlemorfiskar. Inga underarter finns listade i Catalogue of Life.